# Euselasia
Euselasia is een geslacht van vlinders uit de onderfamilie Euselasiinae van de familie van de prachtvlinders (Riodinidae). De wetenschappelijke naam van het geslacht werd in 1819 gepubliceerd door Jacob Hübner.

## Soorten
- E. abreas (Edwards, 1882)
- E. albomaculiga Callaghan, 1999
- E. alburna Stichel, 1928
- E. alcmena (H. Druce, 1878)
- E. amblypodia Lathy, 1926
- E. amphidecta (Godman & Salvin, 1878)
- E. andreae Hall, J, Willmott & Busby, 1998
- E. angulata (H. Bates, 1868)
- E. anica (Herrich-Schäffer, 1853)
- E. apisaon (Dalman, 1823)
- E. arbas (Stoll, 1782)
- E. archelaus Seitz, 1916
- E. argentea (Hewitson, 1871)
- E. artos (Herrich-Schäffer, 1853)
- E. athena (Hewitson, 1869)
- E. attrita Seitz, 1916
- E. aurantia (Butler & H. Druce, 1872)
- E. aurantiaca (Salvin & Godman, 1868)
- E. authe (Godman, 1903)
- E. baucis Stichel, 1919
- E. bettina (Hewitson, 1869)
- E. bilineata Lathy, 1926
- E. brevicauda Lathy, 1926
- E. cafusa (H. Bates, 1868)
- E. calligramma (H. Bates, 1868)
- E. candaria (H. Druce, 1904)
- E. cataleuca (R. Felder, 1869)
- E. catoleuce (Hübner, 1823)
- E. clesa (Hewitson, 1856)
- E. clithra (H. Bates, 1868)
- E. corduena (Hewitson, 1874)
- E. crinon Stichel, 1919
- E. cucuta (Schaus, 1902)
- E. cuprea Lathy, 1926
- E. cyanira Callaghan, 1997
- E. cyanofusa Hall, J & Willmott, 1998
- E. charilis (H. Bates, 1868)
- E. chinguala Hall, J & Willmott, 1995
- E. chrysippe (H. Bates, 1866)
- E. decussis Stichel, 1927
- E. descherrei Gallard, 2014
- E. dione Rebillard, 1958
- E. dolichos Staudingerl, 1887
- E. dorina (Hewitson, 1860)
- E. eberti Callaghan, 1999
- E. effima (Hewitson, 1869)
- E. ella Seitz, 1916
- E. emithres Stichel, 1919
- E. erilis Stichel, 1919
- E. erythraea (H. Bates, 1868)
- E. ethemon (Cramer, 1776)
- E. euboea (Hewitson, 1853)
- E. eubotes (Hewitson, 1856)
- E. eubule (R. Felder, 1869)
- E. eucardia (Stichel, 1920)
- E. eucerus (Hewitson, 1872)
- E. eucrates (Hewitson, 1872)
- E. eucritus (Hewitson, 1853)
- E. eugeon (Hewitson, 1856)
- E. euhemerus (Hewitson, 1856)
- E. eulione (Hewitson, 1856)
- E. eumedia (Hewitson, 1853)
- E. eumenes (Hewitson, 1853)
- E. eumithres Stichel, 1919
- E. eunaeus (Hewitson, 1855)
- E. euodias (Hewitson, 1856)
- E. euoras (Hewitson, 1855)
- E. eupatra Seitz, 1916
- E. euphaes Hewitson, 1855
- E. euphyla Stichel, 1927
- E. euploea (Hewitson, 1855)
- E. euriteus (Cramer, 1777)
- E. euromus (Hewitson, 1856)
- E. eurymachus (Hewitson, 1872)
- E. euryone (Hewitson, 1856)
- E. eurypus (Hewitson, 1856)
- E. eurysthenes (Hewitson, 1872)
- E. eusepus (Hewitson, 1853)
- E. eustola Stichel, 1919
- E. eutaea (Hewitson, 1853)
- E. eutychus (Hewitson, 1856)
- E. extensa (H. Bates, 1868)
- E. fabia (Godman, 1903)
- E. fayneli Gallard, 2006
- E. ferrugo (Bates, 1868)
- E. fervida (Butler, 1874)
- E. fournierae Lathy, 1924
- E. gelanor (Stoll, 1780)
- E. gelisae Rebillard, 1958
- E. gelon (Stoll, 1787)
- E. geon Seitz, 1913
- E. gordios Stichel, 1919
- E. gradata Stichel, 1927
- E. gyda (Hewitson, 1860)
- E. hahneli Staudingerl, 1887
- E. hieronymi (Salvin & Godman, 1868)
- E. hygenius (Stoll, 1790)
- E. hypophaea (Godman & Salvin, 1878)
- E. ignitus Stichel, 1924
- E. illarina Hall, J, Willmott & Busby, 1998
- E. inconspicua (Godman & Salvin, 1878)
- E. inini Brévignon, 1996
- E. issoria (Hewitson, 1869)
- E. janigena Stichel, 1919
- E. jigginsi Hall, J & Willmott, 1998
- E. julia (H. Druce, 1878)

- E. kartopus Stichel, 1919
- E. labdacus (Stoll, 1780)
- E. leucon (Schaus, 1913)
- E. leucophryna (Schaus, 1913)
- E. licinia (Godman, 1903)
- E. lisias (Cramer, 1777)
- E. lycaeus Staudingerl, 1888
- E. lysias (Cramer, 1777)
- E. lysimachus Staudingerl, 1888
- E. mammeae (Sepp, 1855)
- E. manoa Brévignon, 1996
- E. mapatayna Hall, J & Willmott, 1998
- E. marica Stichel, 1919
- E. matuta (Schaus, 1913)
- E. mazaca (Hewitson, 1860)
- E. melaphaea (Hübner, 1823)
- E. micaela (Schaus, 1902)
- E. michaeli Hall, J & Harvey, 2004
- E. midas (Fabricius, 1775)
- E. mirania (H. Bates, 1868)
- E. modesta (H. Bates, 1868)
- E. murina Stichel, 1925
- E. mutator Seitz, 1916
- E. mys (Herrich-Schäffer, 1853)
- E. mystica (Schaus, 1913)
- E. nannothis Stichel, 1924
- E. nauca Hall, J & Willmott, 1998
- E. odrysia Stichel, 1927
- E. onorata (Hewitson, 1869)
- E. opalescens (Hewitson, 1855)
- E. opalina (Westwood, 1851)
- E. opimia Stichel, 1919
- E. orba Stichel, 1919
- E. orfita (Cramer, 1777)
- E. orion Le Cerf, 1958
- E. palla Hall, J & Willmott, 1998
- E. pance Callaghan, 1999
- E. parca Stichel, 1919
- E. patella Stichel, 1919
- E. pelor (Hewitson, 1853)
- E. pelusia Stichel, 1919
- E. pellonia Stichel, 1919
- E. pellos Stichel, 1919
- E. perisama Hall, J & Lamas, 2001
- E. phedica (Boisduval, 1836)
- E. phelina (H. Druce, 1878)
- E. phrygia Stichel, 1925
- E. pillaca Hall, J & Willmott, 1998
- E. pontasis Callaghan, Llorente & Luis, 2007
- E. portentosa Stichel, 1927
- E. praecipua Stichel, 1924
- E. praeclara (Hewitson, 1869)
- E. procula (Godman & Salvin, 1885)
- E. psammathe Seitz, 1916
- E. pseudomys Callaghan, 1999
- E. pullata Stichel, 1927
- E. pusilla (R. Felder, 1869)
- E. rasonea (Schaus, 1902)
- E. rava Stichel, 1928
- E. regipennis (Butler & H. Druce, 1872)
- E. rhodogyne (Godman, 1903)
- E. rhodon Seitz, 1913
- E. rubrocilia Lathy, 1926
- E. rufomarginata Hall, J & Harvey, 2004
- E. saulina Brévignon, 1996
- E. scotinosa Stichel, 1930
- E. seitzi Lathy, 1926
- E. serapis Stichel, 1919
- E. sergia (Godman & Salvin, 1885)
- E. subargentea (Lathy, 1904)
- E. tarinta (Schaus, 1902)
- E. teleclus (Stoll, 1787)
- E. thaumata Hall, J & Willmott, 1998
- E. thucydides (Fabricius, 1793)
- E. thusnelda Möschler, 1883
- E. toppini Sharpe, 1915
- E. uria (Hewitson, 1853)
- E. urites (Hewitson, 1853)
- E. utica (Hewitson, 1855)
- E. uzita (Hewitson, 1853)
- E. venezolana Seitz, 1913
- E. violacea Lathy, 1924
- E. violetta (H. Bates, 1868)
- E. zara (Westwood, 1851)
- E. zena (Hewitson, 1860)